# Saint-Apollinaire (Costa d'Or)
Saint-Apollinaire és un municipi francès, situat al departament de la Costa d'Or i a la regió de Borgonya - Franc Comtat. L'any 2007 tenia 6.134 habitants.

## Demografia

### Població
El 2007 la població de fet de Saint-Apollinaire era de 6.134 persones. Hi havia 2.614 famílies, de les quals 728 eren unipersonals (227 homes vivint sols i 501 dones vivint soles), 822 parelles sense fills, 841 parelles amb fills i 223 famílies monoparentals amb fills.
La població ha evolucionat segons el següent gràfic:
Habitants censats

### Habitatges
El 2007 hi havia 2.738 habitatges, 2.645 eren l'habitatge principal de la família, 22 eren segones residències i 71 estaven desocupats. 1.731 eren cases i 1.002 eren apartaments. Dels 2.645 habitatges principals, 1.987 estaven ocupats pels seus propietaris, 635 estaven llogats i ocupats pels llogaters i 23 estaven cedits a títol gratuït; 50 tenien una cambra, 233 en tenien dues, 398 en tenien tres, 813 en tenien quatre i 1.151 en tenien cinc o més. 2.128 habitatges disposaven pel capbaix d'una plaça de pàrquing. A 1.300 habitatges hi havia un automòbil i a 1.059 n'hi havia dos o més.

### Piràmide de població
La piràmide de població per edats i sexe el 2009 era:
| Homes | Edats   | Dones |
| ----- | ------- | ----- |
| 0     | 95 o +  | 0     |
| 0     | 90 a 94 | 4     |
| 12    | 85 a 89 | 24    |
| 28    | 80 a 84 | 24    |
| 48    | 75 a 79 | 84    |
| 108   | 70 a 74 | 116   |
| 172   | 65 a 69 | 216   |
| 172   | 60 a 64 | 212   |
| 128   | 55 a 59 | 156   |
| 196   | 50 a 54 | 192   |
| 252   | 45 a 49 | 228   |
| 180   | 40 a 44 | 244   |
| 140   | 35 a 39 | 148   |
| 88    | 30 a 34 | 128   |
| 136   | 25 a 29 | 104   |
| 208   | 20 a 24 | 156   |
| 176   | 15 a 19 | 188   |
| 196   | 10 a 14 | 156   |
| 120   | 5 a 9   | 112   |
| 92    | 0 a 4   | 72    |

## Economia
El 2007 la població en edat de treballar era de 3.912 persones, 2.882 eren actives i 1.030 eren inactives. De les 2.882 persones actives 2.750 estaven ocupades (1.362 homes i 1.388 dones) i 132 estaven aturades (60 homes i 72 dones). De les 1.030 persones inactives 386 estaven jubilades, 455 estaven estudiant i 189 estaven classificades com a «altres inactius».

### Ingressos
El 2009 a Saint-Apollinaire hi havia 2.689 unitats fiscals que integraven 6.365,5 persones, la mediana anual d'ingressos fiscals per persona era de 21.924 €.

### Activitats econòmiques
Dels 351 establiments que hi havia el 2007, 10 eren d'empreses extractives, 3 d'empreses alimentàries, 5 d'empreses de fabricació de material elèctric, 1 d'una empresa de fabricació d'elements pel transport, 26 d'empreses de fabricació d'altres productes industrials, 49 d'empreses de construcció, 73 d'empreses de comerç i reparació d'automòbils, 16 d'empreses de transport, 16 d'empreses d'hostatgeria i restauració, 20 d'empreses d'informació i comunicació, 16 d'empreses financeres, 14 d'empreses immobiliàries, 52 d'empreses de serveis, 38 d'entitats de l'administració pública i 12 d'empreses classificades com a «altres activitats de serveis».
Dels 72 establiments de servei als particulars que hi havia el 2009, 1 era una oficina de correu, 3 oficines bancàries, 1 funerària, 10 tallers de reparació d'automòbils i de material agrícola, 1 taller d'inspecció tècnica de vehicles, 1 establiment de lloguer de cotxes, 1 autoescola, 6 paletes, 6 guixaires pintors, 5 fusteries, 6 lampisteries, 10 electricistes, 1 empresa de construcció, 3 perruqueries, 1 veterinari, 11 restaurants, 2 agències immobiliàries, 1 tintoreria i 2 salons de bellesa.
Dels 12 establiments comercials que hi havia el 2009, 2 eren supermercats, 3 fleques, 3 llibreries, 1 una llibreria, 1 una sabateria, 1 una botiga de material de revestiment de parets i terra i 1 una joieria.
L'any 2000 a Saint-Apollinaire hi havia 9 explotacions agrícoles que ocupaven un total de 516 hectàrees.

## Equipaments sanitaris i escolars
Els 2 equipaments sanitaris que hi havia el 2009 eren farmàcies.
El 2009 hi havia 3 escoles maternals i 3 escoles elementals.

## Poblacions més properes
El següent diagrama mostra les poblacions més properes.